# Поль Камбон
П'єр Поль Камбо́н (фр. Pierre Paul Cambon; 20 січня 1843 — 29 травня 1924, Париж, Франція) — французький дипломат і політичний діяч, посол в Англії (1898-1920) та ін. країнах. Один з творців «сердечної згоди» поміж Францією і Англією.

## Життєпис
У 1872—1882 роках обіймав посаду префекта кількох департаментів Французької республіки.

## Дипломатична діяльність
Дипломатичну діяльність розпочав 1882 року міністром-резидентом у Тунісі.

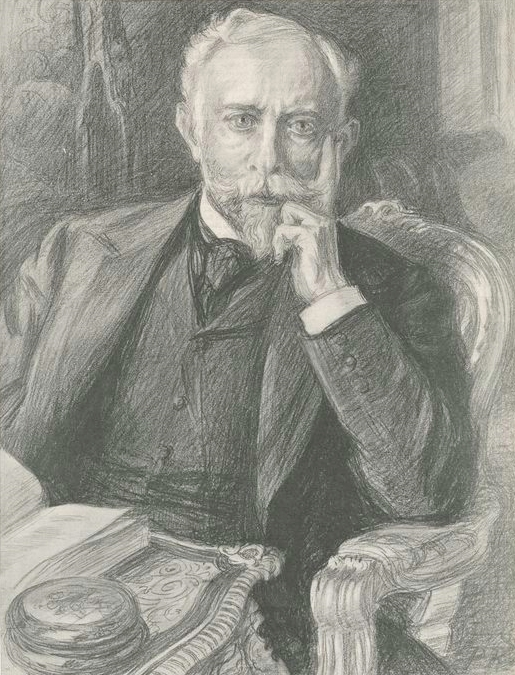
Поль Камбон в Сент-Джеймсі. Ескіз Поля Ренуара під час спеціального засідання.

1898 року призначений послом у Лондоні (1898—1920).